# 小澤孝太
小澤 孝太（おざわ こうた、1990年11月11日 - ）は、神奈川県出身の起業家。慶應義塾大学経済学部卒業。学生時代はファッションデザイナーとして活動。株式会社サイバーエージェント新卒入社。2018年にブロックチェーンゲームとNFT事業を手掛ける、クリプトゲームス株式会社を設立。

## 経歴
- 1990年 - 神奈川県生まれ
- 2005年 慶應義塾普通部卒業
- 2009年 慶應義塾高校卒業
- 2011年  ファッションブランド「KOTA OZAWA」設立。きゃりーぱみゅぱみゅの衣装等を手がける。
- 2013年  ファッションデザイン教室 ここのがっこう６期生
- 2014年 慶應義塾大学経済学部卒業
- 2014年〜2018年 - 株式会社サイバーエージェント 入社。新規事業の立ち上げを行う。
- 2018年  クリプトゲームス株式会社を設立（代表取締役）
- 2019年  カードを仮想通貨で売買できるブロックチェーンゲーム「クリプトスペルズ」リリース
- 2021年  ゲームマッチングサービス「GameRoom」事業売却